# Pleśna (gromada)
Pleśna – dawna gromada, czyli najmniejsza jednostka podziału terytorialnego Polskiej Rzeczypospolitej Ludowej w latach 1954–1972.
Gromady, z gromadzkimi radami narodowymi (GRN) jako organami władzy najniższego stopnia na wsi, funkcjonowały od reformy reorganizującej administrację wiejską przeprowadzonej jesienią 1954 do momentu ich zniesienia z dniem 1 stycznia 1973, tym samym wypierając organizację gminną w latach 1954–1972.
Gromadę Pleśna z siedzibą GRN w Pleśnej utworzono – jako jedną z 8759 gromad na obszarze Polski – w powiecie tarnowskim w woj. krakowskim, na mocy uchwały nr 30/IV/54 WRN w Krakowie z dnia 6 października 1954. W skład jednostki weszły obszary dotychczasowych gromad Pleśna, Rychwałd, Łowczówek i Woźniczna ze zniesionej gminy Pleśna w tymże powiecie. Dla gromady ustalono 26 członków gromadzkiej rady narodowej.
31 grudnia 1959 do gromady Pleśna przyłączono wieś Świebodzin ze zniesionej gromady Radlna oraz wieś Rzuchowa ze zniesionej gromady Rzuchowa.
31 grudnia 1961 do gromady Pleśna przyłączono wieś Szczepanowice ze zniesionej gromady Szczepanowice.
1 stycznia 1969 do gromady Pleśna przyłączono wieś Lichwin ze zniesionej gromady Siedliska.
Gromada przetrwała do końca 1972 roku, czyli do kolejnej reformy gminnej. 1 stycznia 1973 reaktywowano gminę Pleśna.